# Toshikazu Yamanishi
Toshikazu Yamanishi (japanisch 山西 利和 Yamanishi Toshikazu; * 15. Februar 1996 in Nagaokakyō, Präfektur Kyōto) ist ein japanischer Geher. Bei den Weltmeisterschaften 2019 in Doha gewann er die Goldmedaille über die 20-Kilometer-Distanz. Drei Jahre später konnte er seinen Titel bei den Weltmeisterschaften in Eugene erfolgreich verteidigen. Am 16. Februar 2025 lief er bei den japanischen Meisterschaften in einer Zeit von 1:16,10 h einen neuen Weltrekord über die 20-Kilometer-Distanz.

## Sportliche Laufbahn
Toshikazu Yamanishi stammt aus Kyoto und nimmt seit 2013 an internationalen Wettkämpfen teil. Er konnte sich für die U18-Weltmeisterschaften in Donezk qualifizieren, nachdem er im Frühjahr seine Bestzeit von 41:13 min über die 10-Kilometer-Distanz aufstellte. Dort gewann er dann in 41:53,80 min die Goldmedaille im 10-Kilometer-Gehen. In der Folge trat er vor allem bei Geher-Wettbewerben in seiner japanischen Heimat an, sowohl in nationalen, als auch in Hochschul-Meisterschaften.
2017 trat er bei der Universiade in Taipei über 20 Kilometer an, die er in 1:27,30 h gewinnen konnte. Ein Jahr später startete er auch bei den Asienspielen in Jakarta über 20 Kilometer. Dort gewann er die Silbermedaille. Er verbesserte seine Zeit, im Vergleich zur Universiade, um mehr als 5 Minuten.
2019 stellt für ihn bislang das sportlich erfolgreichste Jahr dar. Im Frühjahr stellte er seine Bestzeit von 1:17:15 h auf und blieb damit knapp eine Minute über der Weltrekordzeit seines Landsmanns Yūsuke Suzuki. Damit reiste er im Oktober als Jahresschnellster zu den Weltmeisterschaften in Doha. Dort gewann er in 1:26:34 h den Weltmeistertitel. Aufgrund der hohen Temperaturen und der hohen Luftfeuchtigkeit war es das bisher langsamste Weltmeisterschaftsrennen. Mit seinem Sieg gingen aus beiden Geherwettbewerben bei den Männern Japaner als Sieger hervor.
2021 siegte er mit einer Zeit von 1:17:20 bei den Japanischen Meisterschaften und gehörte damit zu einem der Topfavoriten auf eine Medaille bei den Olympischen Sommerspielen in seiner Heimat. Yamanishi lag in Sapporo lange aussichtsreich im Rennen, konnte auf den Schlusskilometern dem Führungsduo, bestehend aus Massimo Stano und seinem Landsmann Kōki Ikeda, allerdings nicht folgen und gewann schließlich die Bronzemedaille. 2022 gewann er Anfang März den 20-km-Wettkampf im Rahmen der Geher-Team-Weltmeisterschaften im Oman. Im Sommer trat er zu seinen zweiten Weltmeisterschaften an und konnte in den USA seinen Titel erfolgreich, vor seinem Landsmann Kōki Ikeda und dem Schweden Perseus Karlström, verteidigen. 2023 trat er auch bei den nächsten Weltmeisterschaften in Budapest an. Diesmal konnte er nicht in die Medaillenentscheidung eingreifen und kam am Ende nicht über Platz 24 hinaus.

## Wichtige Wettbewerbe
| Jahr              | Veranstaltung           | Ort               | Platz             | Disziplin         | Zeit              |
| Startet für Japan | Startet für Japan       | Startet für Japan | Startet für Japan | Startet für Japan | Startet für Japan |
| ----------------- | ----------------------- | ----------------- | ----------------- | ----------------- | ----------------- |
| 2013              | U18-Weltmeisterschaften | Donezk            | 1.                | 10 km Gehen       | 41:53,80 min      |
| 2017              | Universiade             | Taipei            | 1.                | 20 km Gehen       | 1:27:30 h         |
| 2018              | Asienspiele             | Jakarta           | 2.                | 20 km Gehen       | 1:27:30 h         |
| 2019              | Weltmeisterschaften     | Doha              | 1.                | 20 km Gehen       | 1:26:34 h         |
| 2021              | Olympische Sommerspiele | Tokio             | 3.                | 20 km Gehen       | 1:21;28 h         |
| 2022              | Weltmeisterschaften     | Eugene            | 1.                | 20 km Gehen       | 1:19:07 h         |
| 2023              | Weltmeisterschaften     | Budapest          | 24.               | 20 km Gehen       | 1:21:39 h         |

## Persönliche Bestleistungen
- 5000-m-Bahngehen: 18:34,88 min, 19. September 2020, Kumagaya
- 10-km-Gehen: 41:14 min, 17. Februar 2013, Kōbe
- 20-km-Gehen: 1:16:10 h, 16. Februar 2025, Kōbe
- 35-km-Gehen: 2:26:18 h, 23. Oktober 2022, Takahata

## Sonstiges
Yamanishi ist begeisterter Leser von Romanen Agatha Christies. Er ist Student der Physik an der Universität Kyōto.